# Marija Hrinczenko
Marija Mikołajiwna Hrinczenko (ukr. Марія Миколаївна Грінченко z d. Hładylina (ukr. Гладиліна), ur. 13 czerwca 1863 w Bogoduchowie, zm. 15 lipca 1928 w Kijowie) – ukraińska pisarka, tłumaczka i etnografka.

## Życiorys
W 1883 roku poznała, a rok później wyszła za mąż za Borysa Hrinczenkę, wspólnie z nim zajmowała się działalnością wydawniczą oraz badaniami folklorystycznymi. W latach 1887–1893 mieszkali w miejscowości Oleksiejewka w guberni katarynosławskiej, a następnie przenieśli się do Czernihowa. W 1884 roku urodziła się ich córka Anastazja (1884-1908, pisarka i działaczka polityczna).
Maria Hrinczenko uczestniczyła w powstaniu Proswity w Kijowie, opracowała jej statut, a później pracowała w komitecie wydawniczym tej organizacji. Współpracowała też z lokalnymi gazetami.
Po śmierci męża w 1910 roku, zajęła się popularyzacją jego twórczości. W latach 1919–1928 była członkiem komisji przy Wszechukraińskiej Akademii Nauk opracowującej słownik języka ukraińskiego.
Była autorką licznych broszur i książek popularnych. Tłumaczyła na język ukraiński utwory takich pisarzy jak: Henrik Ibsen, Maurice Maeterlinck, Hermann Sudermann, Mark Twain, Hans Christian Andersen, Edmondo De Amicis, Harriet Beecher Stowe i Carlo Goldoni